# Sven-Ingvars
Sven-Ingvars är en svensk musikgrupp från Slottsbron i Grums kommun i Sverige. Vid bildandet 1956 var gruppen ett kombinerat pop- och rockband med starka influenser av folkvisor (jämför vispop).
Gruppen bestod vid bildandet av Sven Svärd (trummor), Ingvar Karlsson (dragspel, bas och elgitarr) och Sven-Erik Magnusson (sång, gitarr, klarinett och saxofon). Så småningom utökades bandet med ytterligare två medlemmar, basisten Rune Bergman 1958 och saxofonisten Sven-Olof Petersson 1962. Sven-Erik Magnusson, som var med i bandet sedan starten 1956, var frontfigur i Sven-Ingvars fram till sin död i mars 2017. Under en kort period 1962 hade bandet också en kvinnlig vokalist - Marianne Nilsson, sedermera Marianne Kock.
Sedan 2006 är Oscar Magnusson (son till Sven-Erik) medlem av bandet. 2018 gav sig Oscar och bandet ut på turnén "Länge leve Sven-Ingvars".
Sven-Ingvars ligger tvåa på listan över artister med flest melodier på Svensktoppen (56 låtar), endast slagna av Sten & Stanley (61 låtar). Sven-Ingvars blev 2016 invalda i Swedish Music Hall of Fame.
I november 2021 kom den officiella biografin om Sven-Ingvars: Ett år i taget.

## Historia

### Tidiga år
Den första spelningen ägde rum i Segmons Folkets Hus. Gaget var 172 kronor. Man spelade bland annat "Rock Around the Clock" med Sven-Erik på klarinett, Ingvar på dragspel och Svärd bakom trummorna. I början bestod Sven-Ingvars repertoar av populära låtar som till exempel "Billy Boy", "Guitar Boogie", "Let's Think About Living" och "Corrina, Corrina". 1959 valdes Sven-Erik Magnusson till Värmlands rockkung.

### 1960-talet
1961 kom första EP:n med Sven-Ingvars kvartett, som gruppen då hette.
Sven-Ingvars stora genombrott kom 1961 med "Te' dans mä Karlstatösera". Den 29 november det året gick låten in på Radio Nords Topp 20-lista, låg kvar där i elva veckor och nådde som bäst en andraplats. Det fick även en stor betydelse att de fick framföra låten i Sveriges Radios Frukostklubben, och därmed blev de rikskända. Sven-Erik sjöng på värmländska och blev snabbt en av 1960-talets största flickidoler.
Owe Thörnqvists "Ett litet rött paket" blev nästa stora succé. Sven-Ingvars debut på Svensktoppen dröjde till 1964 då "Fröken Fräken" gick direkt in på första plats och veckan därpå gick "Min gitarr" direkt in på andra plats. De kommande åren var det inte alls ovanligt att bandet hade flera låtar på listan samtidigt.
Sven-Ingvars nådde stor popularitet under mitten av 1960-talet. Hitlåtarna avlöste varandra och skivor sålde guld. 1966 hade man sex melodier med på Svensktoppen. "Säg inte nej, säg kanske" låg på listan i 16 veckor, "Kristina från Vilhelmina", 12 veckor, "Det tror jag inte på", 8 veckor, "Å jänta å ja", 1 vecka och "Vid din sida", 15 veckor samt "En prästkrage i min hand".
Efter flera års oavbrutna framgångar satsade Sven-Ingvars på att spela in en långfilm, Under ditt parasoll 1967. Filmen sågades av kritikerkåren och publiken svek. Sven-Ingvars förlorade flera miljoner på filmäventyret och blev skuldsatta för lång tid framöver. Rune Bergman och Sven Svärd hoppade av och ersattes av Hasse Svensson och Robin Bailey.

### 1970- och 1980-talen
Sven-Ingvars kom igen 1971 då man gav ut ett hyllat album, där låtarna var tonsättningar av Gustaf Frödings dikter. Under 1970-talet försörjde sig Sven-Ingvars på att spela till dans, storhetstiden från 1960-talet var som bortblåst och skivorna sålde inte lika bra som förr. Hitlåtarna på Svensktoppen blev allt färre.
Under 1980-talet dansade många människor hellre till så kallade "kramgoa" dansband som Vikingarna, Matz Bladhs och Thorleifs. Om Sven-Ingvars var det samtidigt ganska tyst.
Hasse Svensson och Sven-Olof Petersson hoppade av bandet i slutet av 1980-talet och ersattes av Patrik Karlsson och Thommy Gustafson.

### 1990-talet
I slutet av 1980-talet och början av 1990-talet drog en 1960-talsretrovåg in över Sverige. Sven-Ingvars gav 1990 ut albumet På begäran, med nyinspelningar av sina gamla hitlåtar och blev åter populära.
1991 gjorde bandet succé på Hultsfredsfestivalen, där man mötte en helt ny publik. Det blev också starten på ett rockigare band. Med tyngre komp än tidigare gjorde de rockversioner av låtar som "Jag ringer på fredag" och "Min gitarr". 1991 gjorde de comeback på Svensktoppen med "Två mörka ögon" som låg på listan i hela 71 veckor. Den 2 maj 1993 firade man rekordet med direktsändning av Svensktoppen från torget i Karlstad. Ett annat kliv framåt för Sven-Ingvars var när de fick specialskrivna låtar av den svenska popeliten som Niklas Strömstedt, Per Gessle, Plura Jonsson, Peter LeMarc med flera.
1990 tilldelades Sven-Ingvars en Grammis som "årets dansband". Enligt uppgift är detta något bandet tog lätt på. 2005 tilldelades Sven-Ingvars "Juryns specialpris" på Grammisgalan.
1996 firade Sven-Ingvars 40-årsjubileum med nytt album, och en bejublad turné.

### Efter millennieskiftet
2001–2002 gjorde bandet för första gången en krogshow. Showen gick för fulla hus på Rondo i Göteborg, Tyrol i Stockholm, Slagthuset i Malmö och även på Chat Noir i Oslo.

I mitten av 2006 firade de 50-årsjubileum med en sista folkparksturné. I slutet av 2005 hade Sven-Ingvars släppt samlingsalbumet Livet är nu, där en av låtarna – "Det liv du lever nu" – var skriven av Sven-Eriks son, Oscar Magnusson.

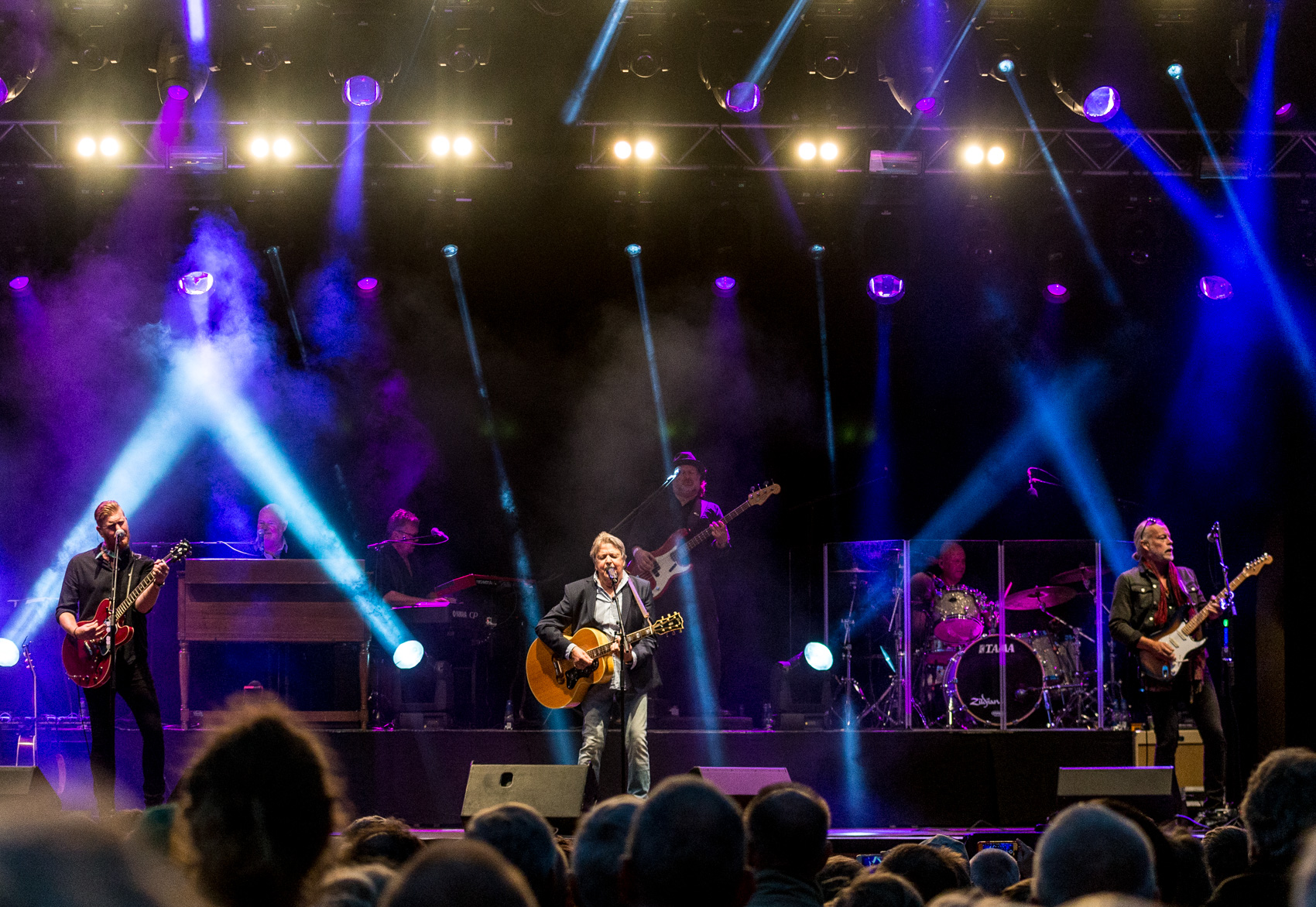
Sven-Ingvars uppträder på Gröna Lund i Stockholm i augusti 2016. Oscar Magnusson, Sven-Erik Magnusson och Staffan Ernestam på gitarr. Thommy Gustafson på keyboard. Klas Anderhell på trummor.

År 2016 firade Sven-Ingvars 60 år och reste återigen ut på vägarna för att spela inför publik. Det blev det sista Sven-Erik Magnusson gjorde innan han avled den 22 mars 2017. Sven-Ingvars bestod sista åren av Stefan Deland, Klas Anderhell, Thommy Gustafson, Staffan Ernestam samt Sven-Erik Magnussons son Oscar Magnusson.
Bandet lever vidare med Sven-Eriks son Oscar Magnusson vid mikrofonen. Första konserterna utan Sven-Erik genomfördes på Rival i Stockholm den 16-17 mars 2018. 2021 meddelade Staffan Ernestam att det var dags att göra något nytt efter 20 år som gitarrist i bandet och han ersattes av Mats Billinger som känt Oscar Magnusson i många år.

## Erkännande och utmärkelser
Sven-Ingvars har belönats med flera fina utmärkelser under sin karriär, bland annat Frödingmedaljen 1972, Juryns specialpris på Grammisgalan 2005 och Lisebergsapplåden 2006.
Sven-Ingvars skapade begrepp som knätofspop och värmlandsrock, de gjorde det mer "rumsrent" att sjunga på dialekt och placerade nationalskalden Gustaf Fröding på Svensktoppen.
- 1981 – Frödingmedaljen
- 1990 – Grammis för På begäran i kategorin ”Årets dansband”
- 2005 – Grammis, ”Juryns specialpris”[10]
- 2006 – Lisebergsapplåden[11]
- 2006 – Tigertassen[12]
- 2016 – Invalda i Swedish Music Hall of Fame[13]

## Medlemmar genom tiderna

### Nuvarande medlemmar
- Oscar Magnusson – sång, gitarr (2006-)
- Mats Billinger - gitarr (2021-)
- Stefan Deland – basgitarr (2009–)
- Klas Anderhell – trummor (1998–)
- Olle Nyberg - orgel, keyboard (2016-)

- Niclas Bäcklund- keyboard, saxofon, tvärflöjt, tamburin, bakgrundssång och gitarr (2018-)

### Tidigare medlemmar
- Sven-Erik Magnusson – sång, gitarr, saxofon, klarinett (1956–2017) Ṫ
- Ingvar Karlsson – gitarr, dragspel, keyboard (1956–2006)[14]
- Sven Svärd – trummor (1956–1968) Ṫ
- Rune Bergman – basgitarr (1958–1967) Ṫ
- Hasse Svensson – basgitarr, sång (1968–1987) Ṫ
- Sven-Olof Petersson – saxofon, tvärflöjt, keyboard (1962–1987)
- Robin Bailey – trummor, sång (1968–1998)[15] Ṫ
- Thommy Gustafson – keyboard, dragspel (1987–2017) Ṫ
- Patrik Karlsson – basgitarr, gitarr sång (1988–2009) Ṫ
- Staffan Ernestam – gitarr (2000–2021)

## Diskografi

### Album
- Te' dans mä Karlstatösera (1963)
- Sven Ingvars (1964)
- Dans i kväll (1966)
- Ett litet rött paket (1966)
- Det var i vår ungdoms fagraste vår (1967)
- Nu är vi här... igen (1968)
- Sven-Ingvars i Carnegie Hall (1970)
- Dansen går fru Andersson (1971)
- Sven-Ingvars i Frödingland (1971)
- Man borde inte sova (1972)
- På turné (1973)
- Allt går igen (1974)
- Guld (1975)
- Playa blanca (1976)
- Åh, va skönt (1977)
- Ett vykort från Sven-Ingvars (1978)
- Apropå (1980)
- Sven-Ingvars jubileums à la carte (1981)
- Å vilka tider (1982)
- Våga – vinn (1983)
- Exposé (1985)
- Nya vindar (1987)
- Rainbow Music (1989)
- På begäran (1990)
- Två mörka ögon (1991)
- Byns enda blondin (1994)
- Lika ung som då (1996)
- Nio liv (1998)
- Retroaktiv (2000)
- Guld & glöd (2002)
- Livet är nu (2005)
- Högt i det blå (2007)
- Upp till dans (2009, utgiven i samarbete med Expressen)
- Upp till dans: Vol. 2 (2012, utgiven i samarbete med Expressen)
- Ingenting är som förut, allt är som vanligt (2019)

### Kända låtar

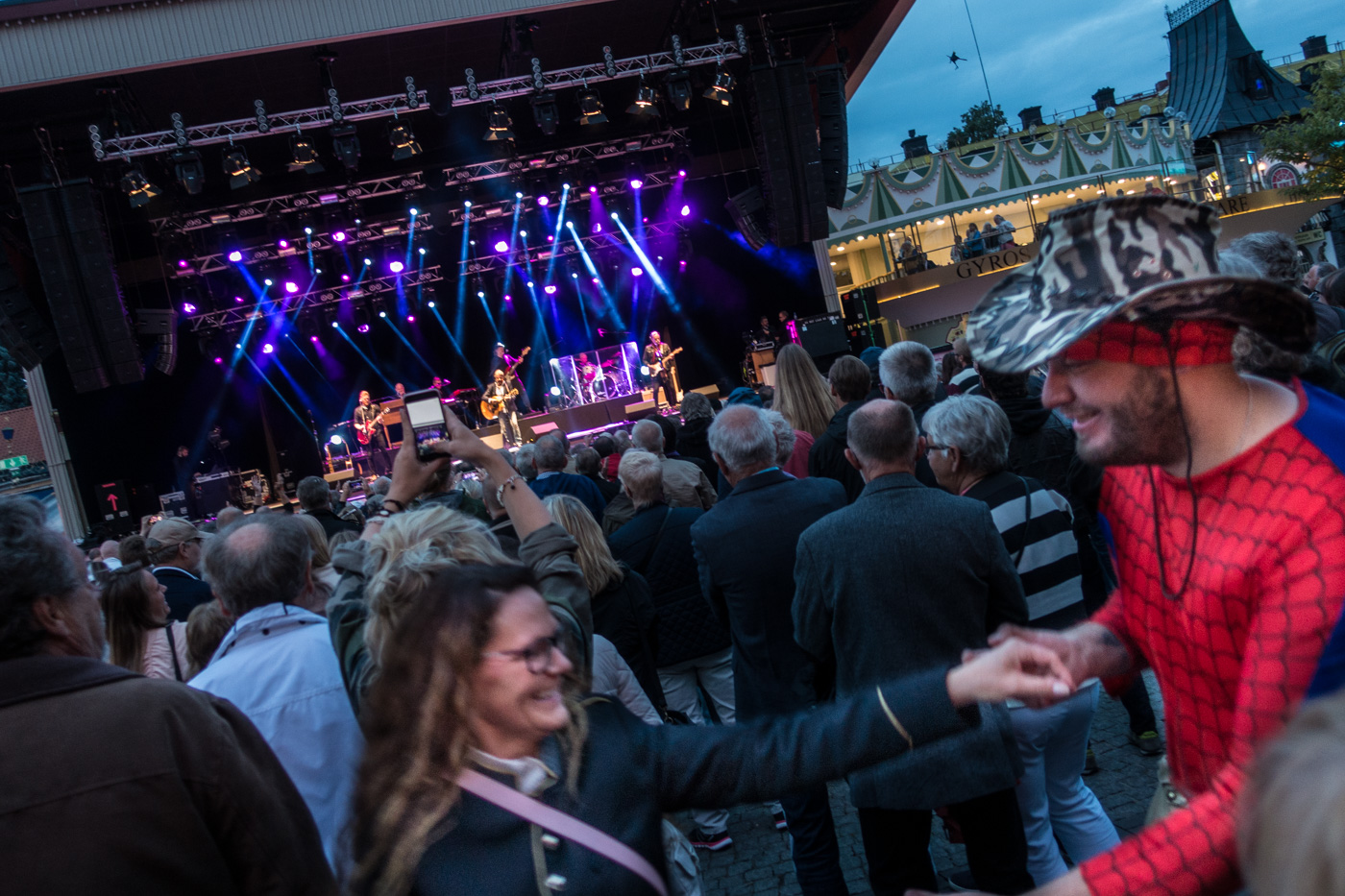
Sven-Ingvars spelar "Det var dans bort i vägen" på Gröna Lund i Stockholm i augusti 2016.

- Anita (Sven-Erik Magnusson/Gustaf Fröding)
- Byns enda blondin (Niklas Strömstedt)
- Börja om från början (Rune Wallebom)
- Det tror jag inte på (Rune Wallebom)
- Det var dans bort i vägen (Helfrid Lambert/Gustaf Fröding)
- Det var i vår ungdoms fagraste vår (trad., arr: Göte Wilhelmsson/Sven Paddock)
- Ett litet rött paket (Owe Thörnqvist)
- Fröken Fräken (Thore Skogman)
- Gamla polare (Bert Månson)
- Kristina från Vilhelmina (Rune Wallebom)
- Kyss mig stilla (Peter LeMarc)
- Mannen för dig (Michael Saxell)
- Min gitarr (Thore Skogman)
- Någon att hålla i hand (Melvyn/Connor/Forss)
- Skolfröken Nilsson (Rune Wallebom)
- Sommar i Sverige
- Sommar och sol (Winter/Desage/Lindén)
- Så många mil, så många år (Dan Hylander)
- Säg inte nej, säg kanske (Ingvar Hellberg)
- Te' dans mä Karlstatösera (Erik Uppström)
- Torparrock (Gunde Johansson)
- Två mörka ögon (Bert Månson)
- Önskebrunnen (Rune Wallebom)

### Melodier på Svensktoppen
- Fröken Fräken (1964)
- Min gitarr (1964/65)
- Börja om från början (1965)
- Det var i vår ungdoms fagraste vår (1965)
- Någon att hålla i hand (1965)
- Säg inte nej säg kanske kanske kanske (1966)
- Det tror jag inte på (1966)
- Kristina från Vilhelmina (1966)
- En prästkrage i min hand (1966)
- Sida vid sida (1966)
- Jag ringer på fredag (1967)
- Önskebrunnen (1967/68)
- Åh jänta å jag (1968)
- Du ska tro på mig (1968)
- I nästa stad (1968)
- Den första gång vi möttes (1969)
- Under rubriken personligt
- Ingen shejk är jag (1970)
- Lyckan (1971)
- Tur i kärlek (1971)
- Det var dans bort i vägen (1971)
- En liten låt om vårn (1972)
- En fin vise (1972)
- Jag vill resa bort (1974)
- Livet är nu inte sen (1974)
- Jag vill resa bort (1974)
- Jag har funnit den flicka jag vill ha (1975)
- Farväl till sommaren (1977)
- Försök förlåta mig (1977)
- Jag har en egen sol (1979)
- Det är svårt utan dig (1979)
- Än finns det tid att förlåta (1979)
- Jag behöver bara dig (1982)
- Kärlekens vindar (1986)
- Två mörka ögon (1991–93)
- Byns enda blondin (1994)
- Sommar i Sverige (1994)
- Det är du det är jag det är vi (1995)
- Ett hus till salu (1996)
- Marie Marie (med Staffan Hellstrand, 1996)
- Nio liv (1998)
- Älskar du mig (1998)
- Det kommer från hjärtat (1998)
- Högt i det blå (2000)
- Här nere på jorden (2000)
- Saker jag borde gjort (2001)
- Så många mil så många år (2001)
- När rocken kom till byn (2002)
- Det liv du lever nu (2006)
- Röda trådens slut (2021)
- Nu är det jul igen (2023)

### Missade Svensktoppen
Följande låtar har prövats för Svensktoppen och redovisats som utmanare utan att komma in på listan:
- Byter bara blickar - 1998
- Ack Värmeland, du sköna - 2018
- Du och jag - 2018
- En liten bit av Värmland - 2021

## Filmografi
- 1963 – Tre dar i buren
- 1967 – Under ditt parasoll
- 2005 – Sven-Ingvars-Live på Rondo